# XX Большого Пса
XX Большого Пса (лат. XX Canis Majoris) — одиночная переменная звезда в созвездии Большого Пса на расстоянии (вычисленном из значения параллакса) приблизительно 6146 световых лет (около 1884 парсеков) от Солнца. Видимая звёздная величина звезды — от более +14,5m до +11,4m.

## Характеристики
XX Большого Пса — красная пульсирующая переменная звезда, мирида (M) спектрального класса M5.